# Ariolasoft
Ariolasoft, plus tard United Software, était un producteur, éditeur et distributeur allemand de logiciels, principalement pour les jeux vidéo et informatiques, dans les années 1980 et au début des années 1990. 

## Historique
Les origines de l'entreprise remontent à 1982, lorsque le groupe Bertelsmann a décidé de créer son propre département de distribution de jeux vidéo dans sa maison de disques Ariola. À partir de la distribution exclusive des titres Atari VCS par le développeur et éditeur américain Activision, Ariolasoft lance de nombreux jeux pour consoles sur le marché allemand en 1983. Avec l'avènement des ordinateurs 8 bits, en particulier le Commodore 64, Ariolasoft s'est rapidement développé sur le marché des jeux vidéo. Les grands éditeurs américains Electronic Arts et Brøderbund n'avaient pas de filiales en Europe à l'époque et ont donc laissé la commercialisation de leurs produits à un fournisseur local, notamment Ariolasoft. Ariolasoft a également publié pour le compte de COSMI, Starlight Software, Synapse Software, Human Engineered Software (en), Creative Software et d'autres.
À cette époque, les ventes de logiciels nécessitaient principalement un reconditionnement et un transfert sur différents supports de stockage. Outre les lecteurs de disquettes de différents formats, en particulier 3" ou 5¼", un grand nombre d'ordinateurs domestiques de l'époque s'appuyaient également sur des bases de données. Mais Ariolasoft a également repris en partie le portage sur d'autres plates-formes, en particulier sur l'Amstrad CPC ou le ZX Spectrum, qui était largement utilisé dans le monde germanophone sous le nom de Schneider CPC, et a encouragé ses propres développeurs. Parmi les publications les plus connues de cette époque, on peut citer la simulation Hanse et le jeu aventure-texte Ooze.
En plus de l'industrie des jeux vidéo, l'entreprise a élargi son catalogue au cours de l'été 1986 pour y inclure des logiciels pour les particuliers tels que Printmaster de Brøderbund et les populaires séries Electronic Arts Deluxe de Deluxe Paint, Deluxe Print et Deluxe Video pour le Commodore Amiga. Un tableur appelé Calkit, Bygraph pour afficher les graphiques et Newsroom, un éditeur texte, était prévu.

### Ariolasoft GmbH

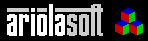
Logo en 1987.

En 1986, Bertelsmann a décidé de séparer la division logicielle de l'activité musicale d'Ariola et de fonder Ariolasoft GmbH sous la direction de Hans-Joachim Krusche en tant que société juridiquement indépendante.
Fin 1986, SEGA recherchait des distributeurs pour l'introduction simultanée de son Master System en Amérique du Nord et en Europe. Pour l'Allemagne, Ariolasoft a été la première entreprise à conclure un accord. La campagne a commencé avant la fin de l'année et certains magazines allemands ont eu leur première chance de voir la nouvelle console et quelques jeux pour elle. Cependant, jusqu'en 1988, les ventes en Allemagne via Ariolasoft étaient bien pires que celles de Mastertronic, qui a connu un grand succès sur le marché britannique, de sorte que le contrat avec Ariolasoft n'était plus renouvelé.
En 1988, la part de marché en Allemagne était déjà d'environ 45 %. Une part de marché de 70 % devait être atteinte au moment de l'achèvement du marché unique européen au début de 1993. La succursale britannique d'Ariolasoft, ouverte en 1984 sous la direction d'Ashley Gray et Frank Brunger, anciens directeurs de CBSFrühjahr 1988 geschlossen, mais fermée au printemps 1988 sous la direction de Willi Carmincke. Même trois ans après son lancement au Royaume-Uni, le chiffre d'affaires était très inférieur aux attentes et le marché prometteur des ordinateurs 16 bits en Allemagne était estimé à trois fois la taille du marché anglais.
En 1989, le label "Art Edition" a été fondé pour la distribution de ses propres productions avec les développeurs Ralf Glau, Holger Paulsen et Harald Uenzelmann. En 1990, Ariolasoft était leader sur le marché allemand de la distribution de logiciels de jeux vidéo. Avec ses concurrents Rushware et U.S. Gold, elle a couvert 90% du marché.

### United Software GmbH

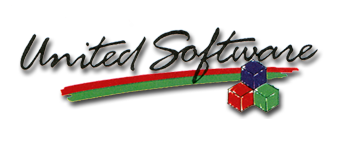
Logo.

En 1990, Bertelsmann a largement abandonné ses divisions de logiciels et de jeux vidéo. Ariolasoft GmbH a été vendue à son gérant Hans-Joachim Krusche dans le cadre d'un management buyout. En dehors du groupe Bertelsmann, l'utilisation de la marque protégée Ariola n'était plus autorisée. La société a donc décidé de changer son nom pour United Software GmbH. C'était pour exprimer le grand nombre de sociétés internationales, telles que Cinemaware, FTL Games, Grandslam Entertainment, Hewson Consultants, Ocean Software et Sierra Entertainment, pour les jeux desquels la société a travaillé en dernier.
United Software a été acquis par MicroProse Allemagne en 1993. En 1998, ils ont repris Hasbro, en 2001 Infogrames, qui s'est rebaptisée Atari SA en 2003.

## Développeur et label de vente
Spécialement pour les logiciels développés par des programmeurs allemands sur C64 et Atari XL/XE, le label Axis a été créé en novembre 1985 à côté du label principal Ariola. Axis ou Axis Komputerkunst n'était pas une spin-off d'Ariola, mais un groupe de programmeurs à temps partiel qui s'étaient organisés en groupe d'intérêt. Le département logiciel d'Ariola a été utilisé comme partenaire pour les ventes ou le développement si le support mutuel n'était pas suffisant.
La société britannique Ariolasoft UK Ltd. a sorti de nombreux jeux non seulement sous son propre label, mais aussi via
- 39 Steps (Bride of Frankenstein, Len Deighton's Blitzkrieg: The Game - From the ..., They Stole a Million)
- REAKTÖR Software (Centurions: Power X Treme, Challenge of the Gobots, Kolonialmacht, Mountie Mick's Deathride, The Rubicon Alliance)
- Viz Design (Frankenstein Jnr. und Werewolves of London).

## Jeux publiés (liste non exhaustive)
| Nom                                        | Ordinateur                                                                     | Développeur                          | Principal éditeur        | Genre                 | Année   |
| ------------------------------------------ | ------------------------------------------------------------------------------ | ------------------------------------ | ------------------------ | --------------------- | ------- |
| 0° Nord                                    | Atari, Commodore 64                                                            | Axis Komputerkunst                   | Ariolasoft               | Textadventure         | 1985    |
| Adventure Construction Set                 | Commodore 64                                                                   | Electronic Arts                      | Electronic Arts          | Editor                | 1985    |
| Airline                                    | Atari, Commodore 64                                                            | Hans Jürgen Richstein, Holger Cordes | Ariolasoft               | Stratégie             | 1986    |
| Alley Cat                                  | Atari, Commodore 64, NEC PC-88, PC                                             | Synapse Software                     | Synapse Software         | Action                | 1983    |
| Archon: The Light and the Dark             | Commodore Amiga, Apple II, Atari, Commodore 64, Schneider CPC, PC, ZX Spectrum | Free Fall Associates                 | Electronic Arts          | Stratégie             | 1983    |
| Archon II: Adept                           | Commodore Amiga, Apple II, Atari, Commodore 64, Schneider CPC, ZX Spectrum     | Free Fall Associates                 | Electronic Arts          | Strategie             | 1984    |
| Aztec Challenge                            | Commodore Amiga, Atari, Commodore 64, Commodore VC 20                          | Cosmi                                | Cosmi                    | Geschicklichkeit      | 1982    |
| Batalyx                                    | Commodore 64                                                                   | Llamasoft                            | Ariolasoft               | Action, Shooter       | 1985    |
| Blue Max 2001                              | Atari, Commodore 64                                                            | Synapse Software                     | Synapse Software         | Action                | 1984    |
| Camelot Warriors                           | Schneider CPC                                                                  | Dinamic Software                     | Dinamic Software         | Jeu de plates-formes  | 1986    |
| Cavelord                                   | Atari                                                                          | Axis Komputerkunst                   | Ariolasoft               | Action-Adventure      | 1985    |
| Caverns of Khafka                          | Atari, Commodore 64                                                            | Cosmi                                | Cosmi                    | Action, Arcade        | 1983    |
| Cromwell House                             | Atari, Commodore 64                                                            | Axis Komputerkunst                   | Ariolasoft               | Textadventure         | 1985    |
| Das Haus                                   | Commodore Amiga, Atari ST, MS-DOS PC                                           | Gunter Stadhagen                     | Ariolasoft               | Simulation            | 1990    |
| Das Magazin                                | Commodore Amiga, Atari, Commodore 64, Schneider CPC                            | Honey Design                         | Ariolasoft               | Simulation            | 1988    |
| Die Ralf Glau Edition                      | Commodore Amiga, Atari ST, Commodore 64                                        | Ralf Glau                            | Ariolasoft               | Spielesammlung        | 1991    |
| David's Midnight Magic                     | Commodore 64                                                                   | Brøderbund                           | Brøderbund               | Action                | 1984    |
| Deactivators                               | Commodore 64, Schneider CPC, ZX Spectrum                                       | Tigress Marketing                    | Ariolasoft               | Stratégie             | 1986    |
| Golf Construction Set                      | Commodore 64                                                                   | Andromeda Software                   | Ariolasoft               | Editor                | 1985    |
| Hard Hat Mack                              | Atari, Schneider CPC                                                           | Michael Abbot, Matthew Alexander     | Electronic Arts          | Jeu de plates-formes  | 1983    |
| Hanse                                      | Schneider CPC, Commodore 64, MS-DOS PC, Atari ST, Commodore Amiga              | Ralf Glau, Bernd Westphal            | Ariolasoft               | Simulation économique | 1986    |
| Hellowoon: Das Geheimnis des Zauberstabs   | Commodore Amiga, Atari ST, Commodore 64                                        | Dragonware Games                     | Ariolasoft               | Textadventure         | 1987    |
| Inspektor Griffu                           | Commodore Amiga, Atari ST, MS-DOS PC                                           | Tale Software                        | Ariolasoft               | Aventure, Detektiv    | 1990    |
| Invaders of the Lost Tomb                  | Commodore 64                                                                   | Andromeda Software                   | Spinnaker Software       | Puzzle                | 1985    |
| Kaiser                                     | Atari, Schneider CPC, Commodore 64                                             | Creative Computer Design             | Ariolasoft               | Simulation économique | 1984    |
| Karateka                                   | Schneider CPC, ZX Spectrum                                                     | Brøderbund                           | Brøderbund               | Action, Martial Arts  | 1984    |
| Lapis Philosophorum – Der Stein der Weisen | Atari, Commodore 64                                                            | Hans Jürgen Richstein, A. Veldkamp   | Ariolasoft               | Textadventure         | 1985    |
| Mrs. Mop                                   | Commodore 64                                                                   | Reaktör Software                     | Ariolasoft               | Action                | 1987    |
| Ooze: Als die Geister mürbe wurden         | Commodore Amiga                                                                | Dragonware Games                     | Dragonware Games         | Textadventure         | 1988    |
| Operation Whirlwind                        | Atari, Commodore 64                                                            | Brøderbund                           | Brøderbund               | Stratégie             | 1983    |
| Panzadrome                                 | ZX Spectrum, Schneider CPC                                                     | The RamJam Corp.                     | Ariolasoft               | Action                | 1985    |
| Peter Beardsley's International Football   | Commodore 64                                                                   | Teque London                         | Grandslam Entertainments | Action, sport         | 1988    |
| Quatbol                                    | Commodore Amiga, Atari ST                                                      | Art Edition                          | Ariolasoft               | Action                | 1990    |
| Racing Destruction Set                     | Atari, Commodore 64                                                            | Electronic Arts                      | Electronic Arts          | Editor                | 1985    |
| Raid on Bungeling Bay                      | Commodore 64                                                                   | Brøderbund                           | Brøderbund               | Action, Shooter       | 1984    |
| Reederei                                   | Commodore Amiga                                                                | Digital Artists                      | Ariolasoft               | Simulation économique | 1988    |
| Robot Commander                            | Commodore Amiga                                                                | Art Edition                          | Ariolasoft               | Echtzeitstrategie     | 1990    |
| Skyfox                                     | ZX Spectrum, Schneider CPC                                                     | Raymond E. Tobey                     | Electronic Arts          | Simulation            | 1985–86 |
| Schreckenstein                             | Atari                                                                          | Axis Komputerkunst                   | Ariolasoft               | Action-Aventure       | 1985    |
| The Mask of the Sun                        | Atari, Commodore 64                                                            | Ultrasoft                            | Brøderbund               | Aventure              | 1982    |
| They Stole a Million                       | Schneider CPC, Commodore 64, ZX Spectrum                                       | 39 Steps (Ariolasoft)                | Ariolasoft               | Puzzle                | 1986    |
| The Seven Cities of Gold                   | Atari, Commodore 64, Apple II                                                  | Ozark Softscape                      | Electronic Arts          | Stratégie             | 1984    |
| Shamus Case II                             | Atari                                                                          | Synapse Software                     | Synapse Software         | Action                | 1983    |
| The Big Deal                               | Commodore Amiga, Commodore 64                                                  | Radarsoft BV                         | Ariolasoft               | Strategie             | 1986    |
| Think!                                     | Schneider CPC, ZX Spectrum                                                     | The RamJAm Corp.                     | Ariolasoft               | Puzzle                | 1985    |
| Vermeer                                    | Schneider CPC, Commodore Amiga, Atari ST, Commodore 64, MS-DOS PC              | Ralf Glau                            | Ariolasoft               | Simulation économique | 1987    |
| Werner: Let's go                           | Schneider CPC, Commodore 64                                                    | Micro-Partner Software               | Ariolasoft               | Action                | 1986    |
| Yuppi's Revenge                            | Commodore Amiga, Atari ST, Commodore 64, MS-DOSPC                              | Ralf Glau                            | Ariolasoft               | Simulation économique | 1988    |
| Zombies                                    | ZX Spectrum                                                                    | BRAM Inc.                            | Electronic Arts          | Puzzle                | 1985    |